# Мостовка (Екатеринбург)
Мосто́вка — упразднённый в 2016 году посёлок в составе Октябрьского района города Екатеринбурга в Свердловской области.

## География
Расстояние до жилого микрорайона Кольцово (г. Екатеринбург) — 7 км, до ближайшей железнодорожной станции «Кольцово» — 7 км. Ближайшие населённые пункты — Екатеринбург, посёлки Исток и Семь Ключей.

## История
Посёлок до 2000-х годов входил в состав Кольцовского поселкового совета. В 2012—2013 закончилось оформление в собственность участков практически на всей территории вокруг поселка, планируется гигантское строительство района «Истокский».
9 декабря 1999 года улица, ранее не имевшая названия, получила наименование по названию поселка — улица Мостовка.
9 декабря 2014 года был назначен опрос жителей по вопросу присоединения поселка к городу Екатеринбургу. Протокол опроса был утвержден 10 марта 2015 года.
11 февраля 2016 населённый пункт был упразднён и включён в городскую черту Екатеринбурга.

## Население
По переписи 2010 года в посёлке проживало 28 человек, в том числе 16 мужчин и 12 женщины. Преобладающая национальность (на 2002 год) — русские (79 %).
Долговременная динамика численности населения:
| н/д | н/д | н/д | н/д | н/д | н/д | н/д | 3 | 28 |

| 2002 | 2009 | 2010 |
| ---- | ---- | ---- |
| 3    | ↘1   | ↗28  |